# Gregory Petty
Gregory Charles Petty (ur. 5 czerwca 1993 w Downers Grove) – amerykański siatkarz, grający na pozycji przyjmującego.

## Sukcesy klubowe
Mistrzostwa MIVA:
- 2012

Mistrzostwa NCAA:
- 2015

Liga cypryjska:
- 2021

Liga fińska:
- 2024[1]
- 2023[2]

## Sukcesy reprezentacyjne
Puchar Panamerykański Kadetów:
- 2011

Mistrzostwa Ameryki Północnej, Środkowej i Karaibów juniorów:
- 2012[3][4]

## Nagrody indywidualne
- 2012: Najlepszy zagrywający mistrzostw Ameryki Północnej, Środkowej i Karaibów juniorów
- 2016: Najlepszy zagrywający Pucharu Panamerykańskiego
- 2017: Najlepszy zagrywający ligi greckiej w sezonie 2016/2017